# La Salvetat-Lauragais
La Salvetat-Lauragais is een gemeente in het Franse departement Haute-Garonne (regio Occitanie) en telt 124 inwoners (2004). De plaats maakt deel uit van het arrondissement Toulouse.

## Geografie
De oppervlakte van La Salvetat-Lauragais bedraagt 3,7 km², de bevolkingsdichtheid is 33,5 inwoners per km².
De onderstaande kaart toont de ligging van La Salvetat-Lauragais met de belangrijkste infrastructuur en aangrenzende gemeenten.

## Demografie
Onderstaande figuur toont het verloop van het inwonertal (bron: INSEE-tellingen).